# Neustädter Kirchhof 16, 17 (Quedlinburg)

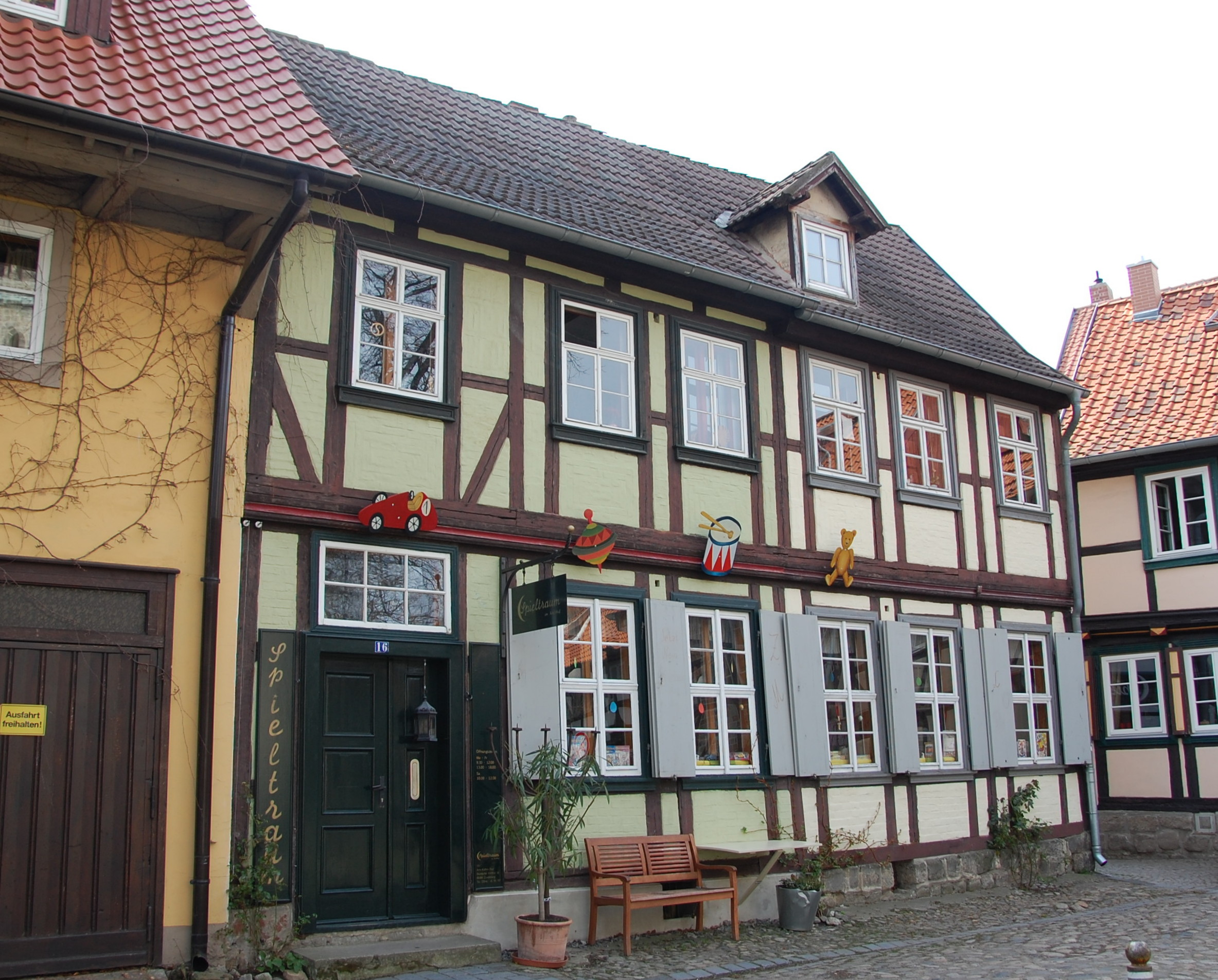
Haus Neustädter Kirchhof 16, 17; Blick vom Neustädter Kirchhof

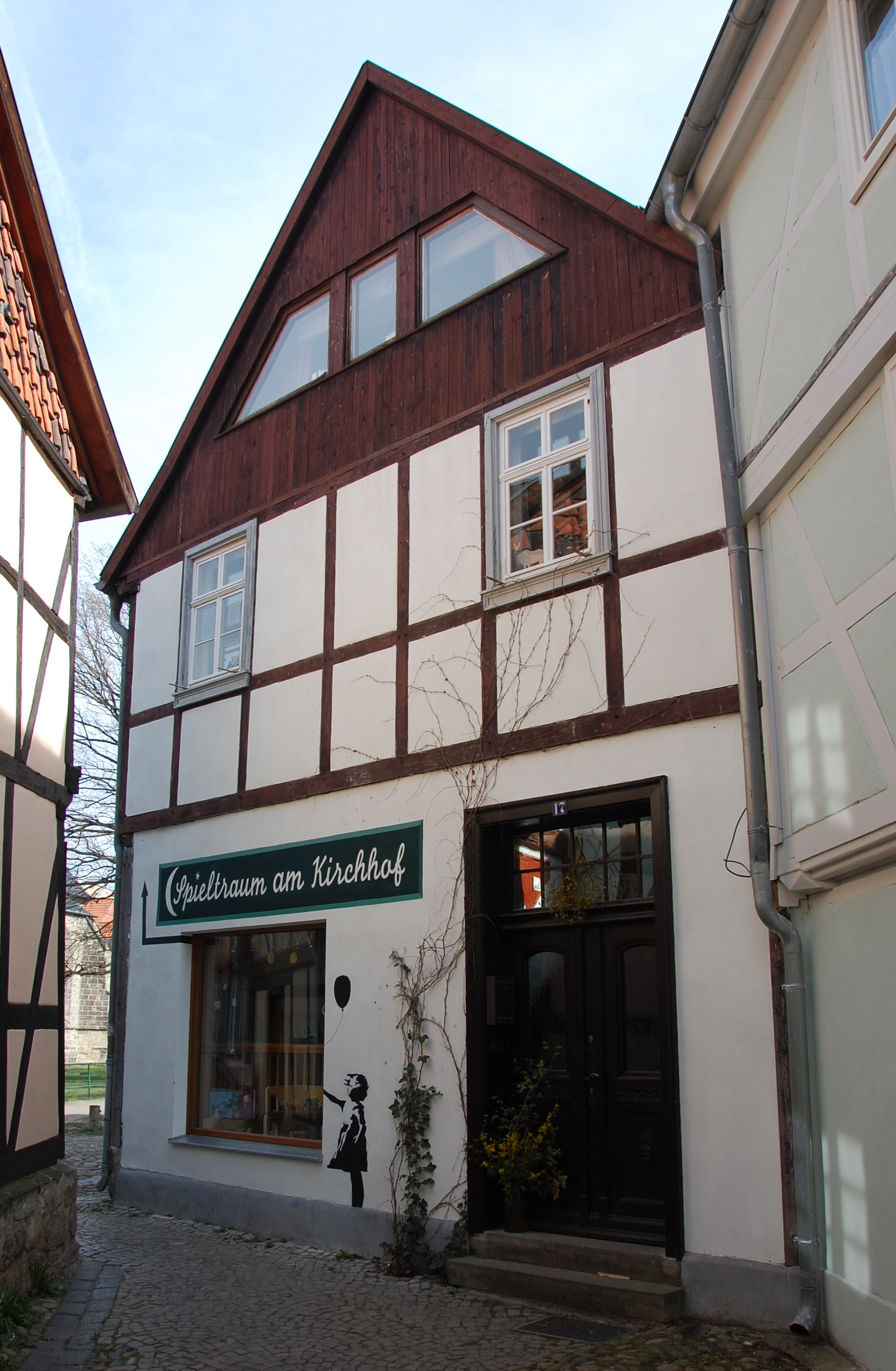
Neustädter Kirchhof 17, Blick aus Richtung Pölkenstraße

Der Neustädter Kirchhof 16, 17 ist ein denkmalgeschützter Gebäudekomplex in der Stadt Quedlinburg in Sachsen-Anhalt.

## Lage
Es befindet sich in der historischen Quedlinburger Neustadt an der südwestlichen Ecke des Neustädter Kirchhofs, unmittelbar an einem kleinen, verwinkelten Durchgang zur westlich gelegenen Pölkenstraße. Es gehört zum UNESCO-Weltkulturerbe und ist im Quedlinburger Denkmalverzeichnis als Wohnhaus eingetragen.

## Architektur und Geschichte
Das aus zweigeschossigen Fachwerkbauten bestehende Gebäudeensemble hat seinen Ursprung in einem in der Zeit um 1740 entstandenen Fachwerkhaus. Die Gestaltung der Fassade ist schlicht. Als zierende Elemente finden sich Zierausmauerungen der Gefache sowie eine Profilbohle.